# Urberg (Berg)
Der Urberg ist ein 213 Meter hoher Berg im Gebiet der Stadt Bad Iburg in Niedersachsen.

## Lage
Der Urberg ist Teil des Teutoburger Waldes. Er liegt nordwestlich des Zentrums von Bad Iburg und südwestlich des Dörenbergs, der höchsten Erhebung dieses Teils des Teutoburger Waldes. Nördlich liegt der 310 Meter hohe Grafensundern. Nordwestlich liegt die Gemeinde Hagen am Teutoburger Wald, nördlich die Stadt Georgsmarienhütte. Der Urberg erstreckt sich von Südosten nach Nordwesten. Im Nordwesten erreicht er bei Holperdorp, einer zur Gemeinde Lienen gehörenden Bauerschaft im Tecklenburger Land, die Grenze zum Bundesland Nordrhein-Westfalen. An der Nordseite fließt der Sunderbach. Der Urberg ist durch Wanderwege erschlossen.

## Geologie
Der Urberg ist zusammen mit den östlich gelegenen Erhebungen Limberg (194,3 Meter) und Hohnsberg (241,9 Meter) Teil des so genannten Zweiten Teutoburger-Wald-Kamms aus Sandstein der Unterkreide, dem Osning-Sandstein. Am Urberg liegen zwei ehemalige Sandsteinbrüche, einer im westlichen Bereich, ein weiterer im mittleren Bereich.

## Besiedlung

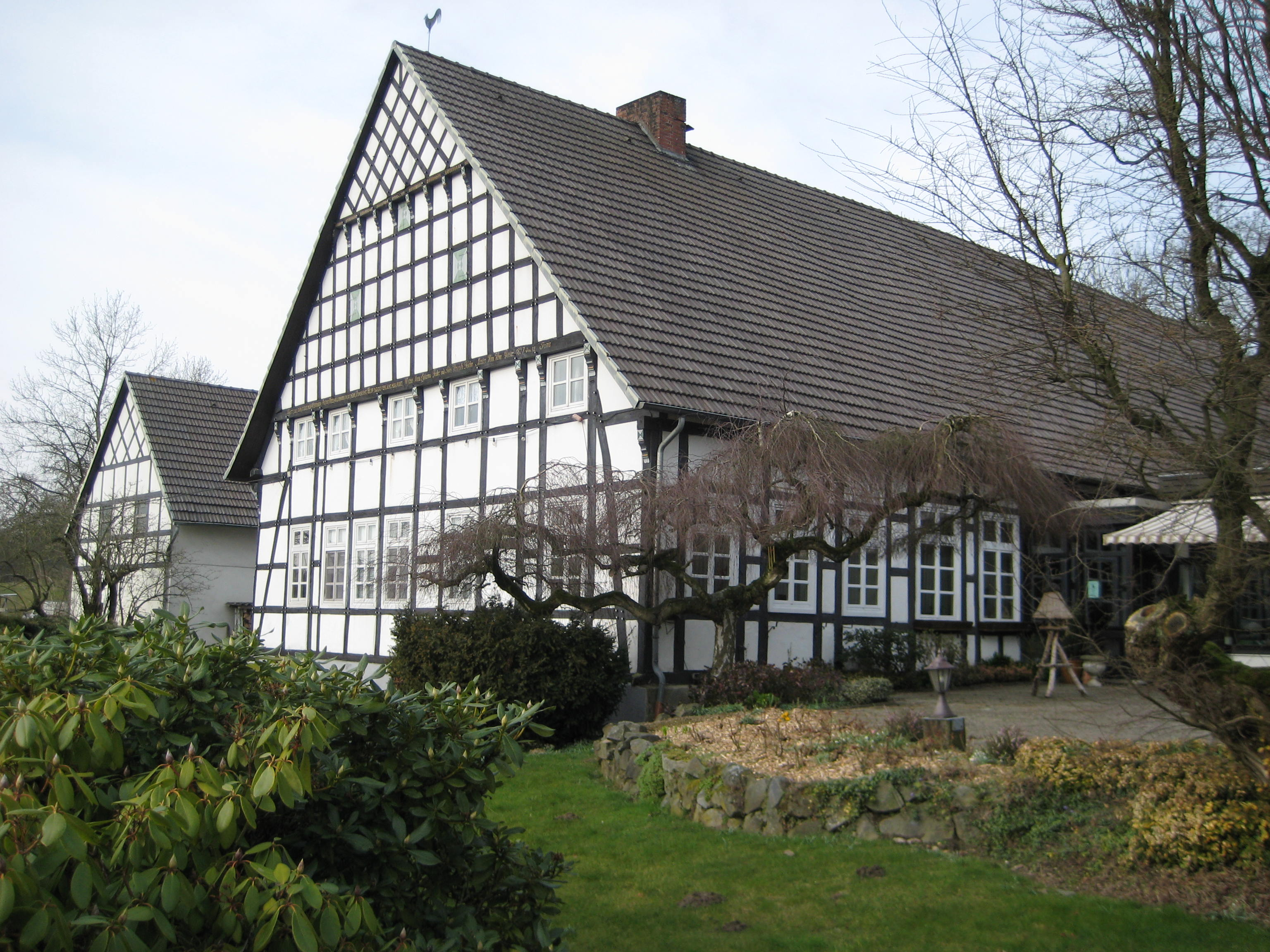
Der Jägerhof am Urberg, Fachwerkgebäude mit Gründungsdatum 12. Juni 1847

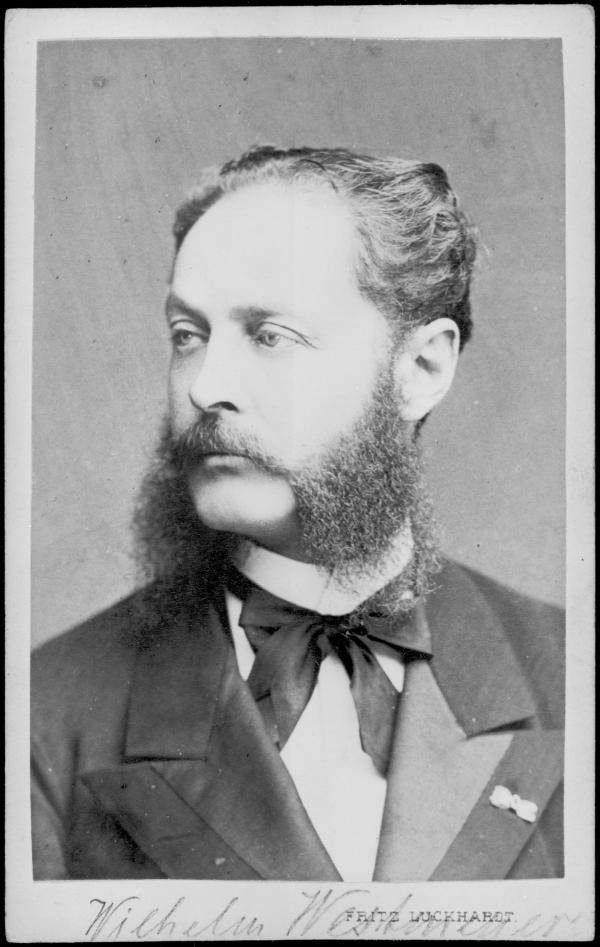
Der Wilhelm-Westmeyer-Weg ist nach dem in Bad Iburg geborenen Komponisten benannt

Die Nordseite des Urbergs ist bewaldet; die Südseite in Teilen besiedelt.
Von der Hagener Straße in Bad Iburg, der Landesstraße 96, ist der Urberg nach Westen erschlossen durch die Straße „Am Urberg“ und die südlich davon gelegene Robert-Hülsemann-Straße, die nach dem Bad Iburger Ehrenbürger, Kaufmann und Schriftsteller Robert Hülsemann (1868–1950) benannt ist. Wegen der sonnigen und ruhigen Lage auf der Südseite des Urbergs sind beide Straßen bevorzugte Wohnstraßen. Am Amtsweg liegt eine traditionsreiche Gaststätte, die bei Wanderern beliebt ist. Das Fachwerkgebäude trägt am Giebel die Inschrift der Erbauung 1847.
An der Südseite des Urbergs befand sich an der Robert-Hülsemann-Straße zwischen 1964 und 1998 das von der Caritas betriebene Mütter-Kurheim St. Anna, das von katholischen Ordensfrauen betreut wurde. Nach der Gesundheitsreform von 1997 sank die Zahl der Kuranträge; die Belegung ging von 93 Prozent auf 28 Prozent zurück. Im November 1998 wurde das Kurheim geschlossen. Zeitweilig wurde es als Übergangsunterkunft für Bewohner von Altenheimen genutzt, deren Heime renoviert wurden. Nachdem Versuche, den Gebäudekomplex zu verkaufen, gescheitert waren, fiel der Entschluss, das ehemalige Kurheim abzureißen. Dieses geschah ab Juli 2007. Das Gelände wurde überplant und als Baugebiet „Südlicher Urberg“ mit 25 Wohngrundstücken ausgewiesen.
Am Urberg wurde der Wilhelm-Westmeyer-Weg nach dem in Bad Iburg geborenen Komponisten Wilhelm Westmeyer (1829–1880) benannt.

## Weinbau auf dem Urberg
Seit 2018 gibt es auf der Südseite des Urbergs einen der ersten Weinberge in Niedersachsen. Diese Weinbaufläche ist die einzige als solche anerkannte Hanglage in Niedersachsen. Auf 1,5 Hektar wachsen 5000 Reben. Angebaut werden die drei Sorten Helios (1700 Reben) Solaris (2500 Pflanzen) und die rote Sorte Regent (800 Stöcke). Diese drei Sorten gehören zu den sogenannten pilzwiderstandsfähigen Rebsorten, kommen also mit einem deutlich reduzierten Aufwand an Pflanzenschutzmitteln aus. Die erste Lese fand 2019 statt.